# Избрание царя

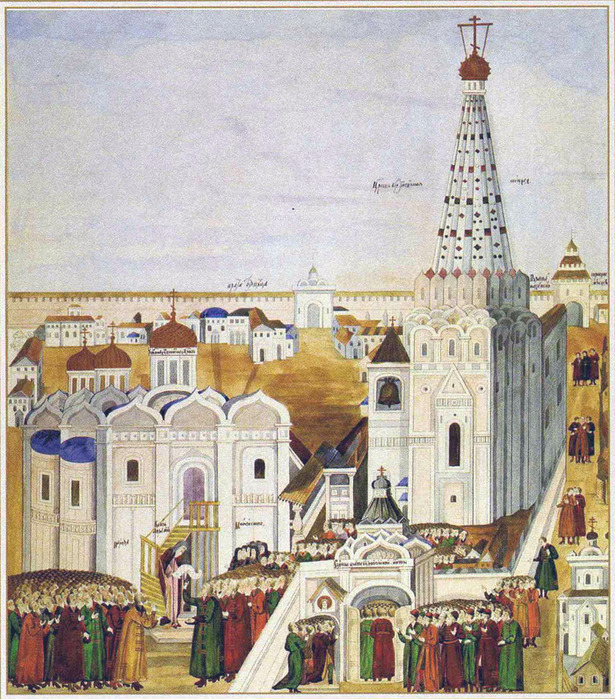
года. На паперти Благовещенского собора Московского Кремля келарь Троице-Сергиевой лавры Авраамий Палицын зачитывает решение Земского собора «Об избрании на царский престол боярина Михаила Фёдоровича Романова». («Книга об избрании на царство царя и великого князя Михаила Фёдоровича», 1672—1673)

Избрание царя на Руси как правило производилось Земским собором после кончины предыдущего монарха и проводилось для утверждения кандидатуры наследника даже в случае, когда линия преемственности была очевидной.
За 135 лет (с 1549 по 1684) на Руси было созвано около 60 соборов, из них менее десяти относились к типу «избирательных на царство». Они избирали царя, выносили окончательное решение, закреплённое соответствующим документом и подписями участников собора (рукоприкладство) — «постановление об утверждении в царском чине». Самым известным является Земский собор 1613 года, избравший Михаила Романова.
Не все избрания царя на царство можно считать полноценными с точки зрения «легитимности» сделавшего это собора, поскольку в кризисных ситуациях решение принимали не выборные, съехавшиеся со всего государства, а только те, которые находились в Москве, «толпа», которая своим «выкликом» подтверждала принятое кулуарное решение — спорными являются, в основном, соборы Смутного времени — избрание Бориса Годунова, Василия Шуйского, королевича Владислава.
Через эту процедуру проходили все русские цари, за исключением 1-го — Ивана Грозного, его марионетки Симеона Бекбулатовича, а также монархов Смутного времени: «царицы на час» вдовы Ирины Годуновой, её племянника малолетнего Фёдора II Годунова, 2 самозванцев; и единственного Романова — Фёдора III Алексеевича (отец которого пытался ещё при своей жизни нейтрализовать эту процедуру). Первым избранным собором царём был второй русский царь Фёдор I Иоаннович; последними стали последние цари Пётр I и его брат Иван V.

## Последовательность

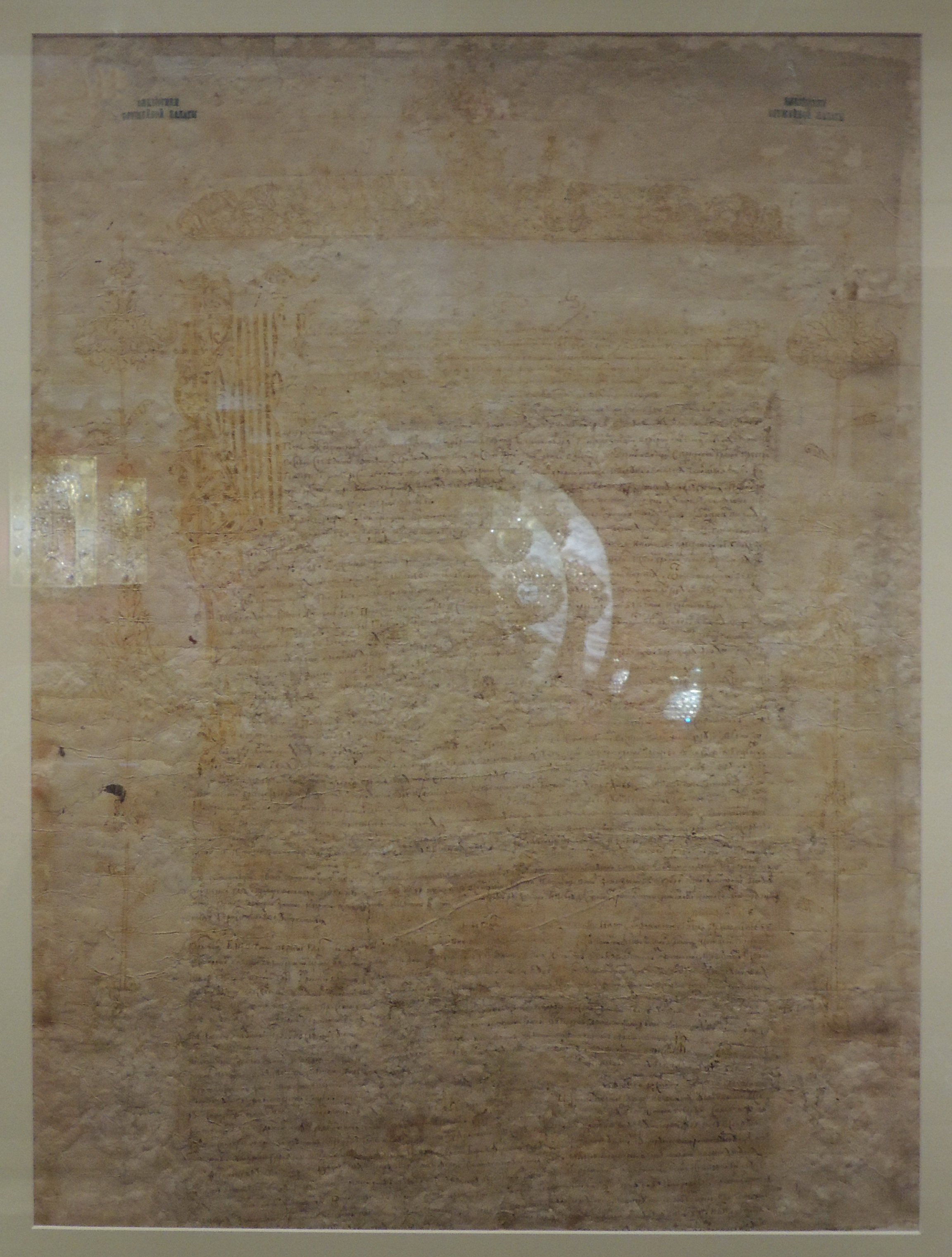
Утверждённая грамота Земского собора об избрании царя Михаила Фёдоровича. Москва, май 1613 года. ММК. Была написана в 2 экз. в виде свитков, заверены подписями более 230 участников собора (на оборотной стороне) и печатями духовенства. В настоящий момент один из них состоит из 9 листов, на фото — 1-й лист.

Процедуру избрания царя можно рассмотреть на основе подробного источника, рассказывающего об избрании Бориса Годунова. Выражение «земской собор» не употребляется, он называется «советом» и т. п. Его созыв представляется как результат общенародной инициативы — «всего многобезчисленного народного християнства, от конец до конец всех государьств Росийскаого царьствия». Главная роль в организации избрания отводилась патриарху Иову. Состав собора трёхчленный — освящённый собор, царский синклит, «земля».
патриарх, митрополиты, архиепископы, архимандриты, игумены, весь иноческий чин, затворники, пустынники, протопопы, иереи, весь притч церковный, весь "освященный собор", бояре, окольничие, весь царский синклит, воеводы, дворяне, стольники, стряпчие, жильцы, дьяки, дети боярские, головы стрелецкие, сотники стрелецкие, всякие служилые люди, гости, торговые люди, черные люди
Описывая избрание Годунова, Утверждённая грамота все время различает в его составе людей, «которые были на Москве» и «которые приехали из далних городов в царьствующий град Москву». Их состав характеризует один из вариантов подсчёта подписей на грамоте об этом избрании: духовенство — 160 человек, военно-служилые люди — 337, гости — 21, старосты гостинной и суконной сотни — 2, сотские московских чёрных сотен и полусотен — 13.
Черепнин пишет касательно избрания Фёдора I Ивановича, что за ним последовало «моление», адресованное новому царю. По его мнению, это «не инсценировка, а скорее ритуал, сопровождавший соборное определение. Ведь так же обстояло дело при избрании Бориса Годунова и даже Михаила Романова. Были и решения земских соборов, и утверждённые грамоты, но были и разработанный церемониал и декларации».

## Даты

### 1584

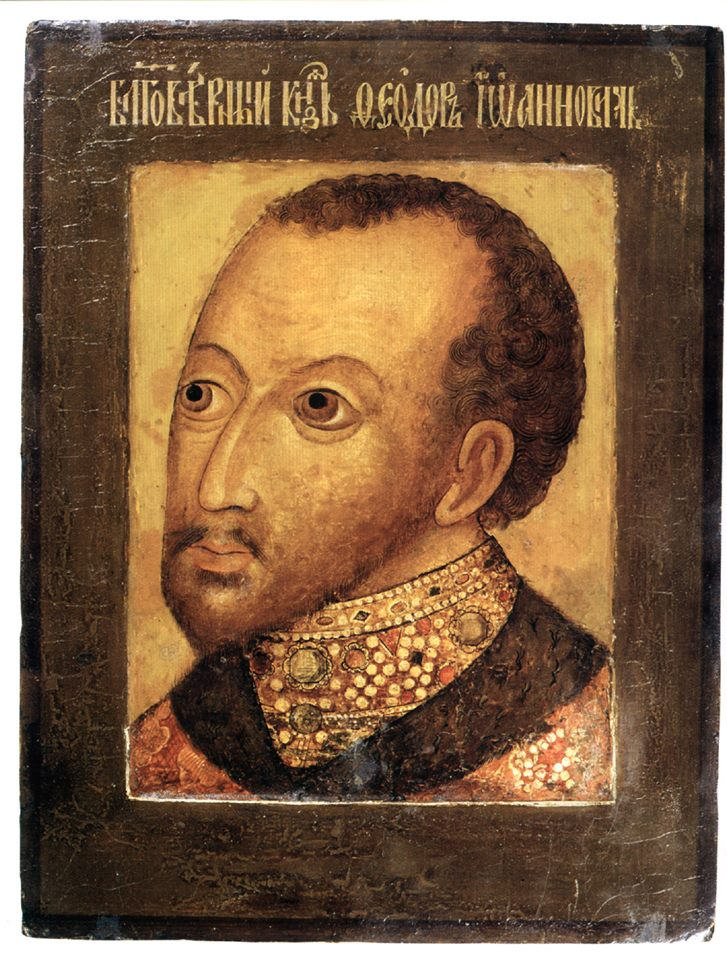
Фёдор Иоаннович

После смерти 1-го русского царя Ивана Грозного Московский Земский собор 1584 года (видимо, весной) избрал царём его сына Фёдора Иоанновича. Грамота от этого собора не сохранилась.
Подобное утверждение было необходимым, поскольку согласно духовному завещанию Ивана Грозного, составленному в 1572 году, его преемником был старший сын, царевич Иван Иванович, скончавшийся в 1581 году. Нового завещания после смерти сына Иван Грозный не сделал, и младший сын Фёдор оставался без юридического титула.
Из-за малого количества информации некоторыми историками (по указанию Черепнина) факт того, что этот собор был избирательным, оспаривается. «Новый летописец» пишет: «…по преставлении царя Ивана Василиевича приидоша к Москве изо всех городов Московского государства и молили со слезами царевича Фёдора Ивановича, чтобы не мешкал, сел на Московское государства и венчался венцом» — но считается, что это лишь косвенное указание на собор. Псковская III летопись сообщает: «В лето 7093-го. Поставлен бысть на царьство царём, на вознесениев день, Феодор Ивановичь митрополитом Дионисием и всеми людьми Руския земля». Последние слова воспринимаются, по указаниям Черепнина, как формула поставления государя земским собором.
Иностранные свидетельства, однако, кажутся подтверждающими факт выборов. Англичанин Горсей пишет, что 24 апреля (4 мая) 1584 года «был собран парламент из митрополитов, архиепископов, епископов, настоятелей монастырей, высших духовных лиц и всего дворянского сословия без разбора». Шведский наместник Делагарди в грамоте в Новгород от 26 мая (5 июня) того же года пишет об «избрании» Фёдора «в великие князи», а шведский хронист Петрей записывает, что Фёдора избрали на царство «высшие и низшие сословия».

### 1598

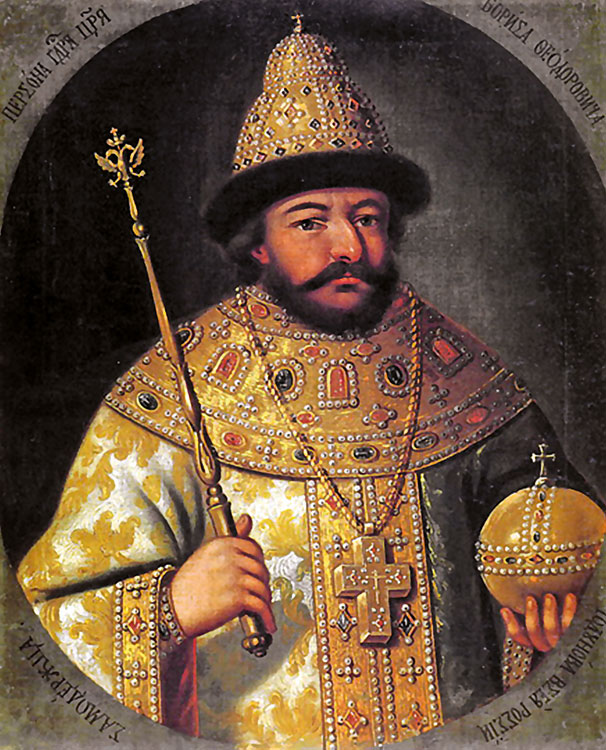
Борис

- 7 (17) января 1598 года царь Фёдор Иоаннович умер без завещания, и мужская линия московской ветви династии Рюриковичей пресеклась. Престол был временно занят вдовой умершего царя Ириной Годуновой. После попыток утвердить её на престоле, не нашедших достаточной поддержки, был созван Земский собор для избрания нового царя.
- 17 (27) февраля 1598 года Земский собор избрал царём брата вдовствующей царицы, шурина покойного царя Фёдора Бориса Годунова и принес ему присягу на верность.
- 18 (28) февраля — молебен в Успенском соборе
- 20 февраля (2 марта) и 21 февраля (3 марта) состоялось шествие крестным ходом в Новодевичий монастырь, где укрылся Борис, чтобы умолить его принять царство.
- 26 февраля (8 марта). Приход Бориса из монастыря и его торжественная встреча
- 9 (19) марта. Расширенное заседание «освященного собора» и боярской думы по вопросу коронации Бориса и присяге ему.
- 1 (11) сентября 1598 года Борис венчался на царство[6].

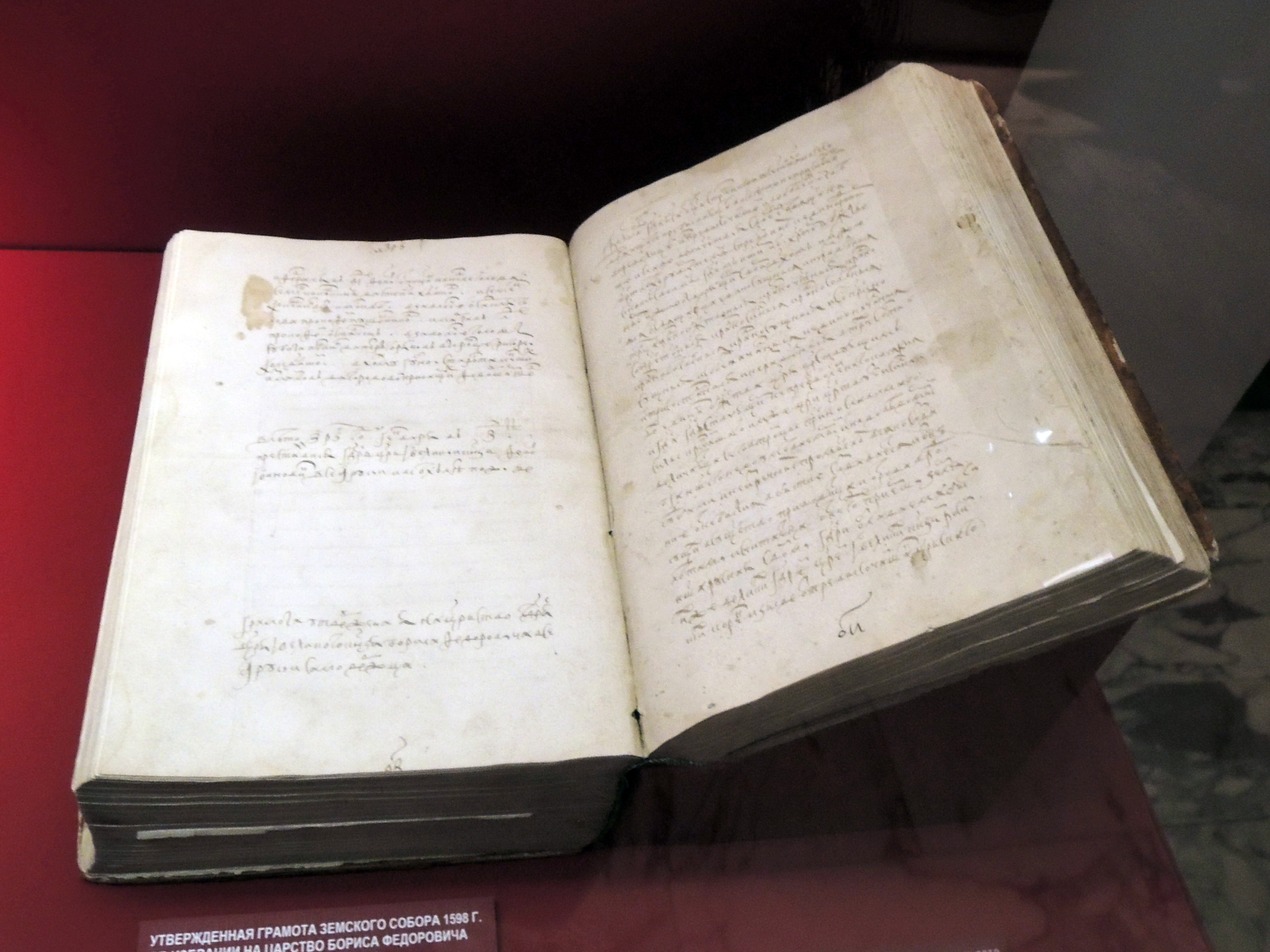
Утверждённая грамота Земского собора 1598 года об избрании на царство Бориса Фёдоровича Годунова (Плещеевский список). Москва, январь-февраль 1599 (список 1620-х гг.). РГБ.

Избирательная документация Бориса Годунова не сохранилась, поэтому легитимность его избрания некоторыми историками оспаривается. Неизвестно, сколько именно людей участвовало в соборном избрании Годунова. До наших дней дошло не 1, а 2 соборных постановления об утверждении Годунова в царском чине; первая датируется июлем 1598 года, вторая 1 (11) августа 1598 года. Они различаются по содержанию и дают неодинаковое освещение важных моментов кампании, а также разный состав выборщиков. В некоторых местах очевиден подлог. Исследователи дают разную оценку этому собору — от «ширмы» до правовой процедуры.
Сохранился ранний источник — «Соборное определение об избрании царём Бориса Фёдоровича Годунова» («поставихом… царя и великого князя Бориса Фёдоровича всеа Русии самодержца, Российской земли государя»). Сохранилась Утверждённая грамота об избрании Бориса до царство (в нескольких списках).

Извещение датским послам 17 марта 1598 года гласит, что Борис возведён на престол «прошением и молением патриарха Иова и митрополитов и архиепископов, и всего священного вселенского собора, и за челобитьем многих государских детей и царевичей розных государств, которые под его царскою великою рукою и ему государю служат, и за многими прозбами бояр, и колничих, и князей, и воевод, и дворян, и приказных людей, всяких служилых людей всех городов Московского государства, и всего народа христьянского, множества людей…».

Сын Бориса, Фёдор Годунов, после смерти отца (1605) стал царём без избирания, равно как и свергнувший его Лжедмитрий I.

### 1606
19 (29) мая 1606 года группа приверженцев Василия Шуйского «выкликнула» его царём. Хотя толпа представляла собой подобие Земского собора, официально она им не являлась.

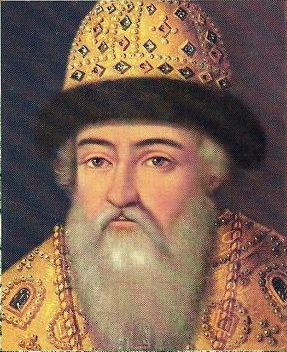
Василий Шуйский

После убийства Лжедмитрия мятеж в Москве не утихал, и среди людей продолжались разногласия о личности следующего монарха. Боярская дума поставила вопрос о созыве земского собора для избрания царя: «По ибиении ж Ростригине начаша боляре думати, как бы сослатца со всею землёю и чтоб приехали з городов к Москве всякие люди, как бы по совету выбрати на Московского государство государя, чтоб всем людем был». Однако собор «всей земли», с представителями городов, не был созван. Шуйский был провозглашён царём своими сторонниками 19 (29) мая на Красной площади с Лобного места. Авраамий Палицын пишет, что он «малыми некимиот царских палат излюблен бысть царём князь Василий Иванович Шуйский и возведён бысть в царский дом, и никим же от вельможь не пререкован, ни от прочего народа умолён». Буссов пишет, что утверждение Шуйского на престоле произошло без санкции земского собора. Так же считает «Новый летописец». Видимо, он был избран царём на расширенном заседании боярской думы с участием представителей дворянства и купечества — то есть только москвичей, без присланных из других городов.
Воздвижение Василия на царство было результатом заговора олигархии, и он, в отличие от наследственных монархов, был вынужден дать им гарантии в виде крестоцеловальной записи (1 (11) июня) с условиями, в соответствии с которым он обязывался править. Она содержала первые в отечественной истории положения, ограничивавшие власть монарха, в частности — гарантию законного суда.
И на том на всем, что в сей что в сей записи написано, яз царь и великий князь Василий Иванович всея Русии, целую крест всем православным християнам, что мне. их жалуя, судити истинным праведным судом и без вины ни на кого опалы своея не класти, и недругам никому в неправде не подавати, и от всякого насильства оберегати.

### 1610

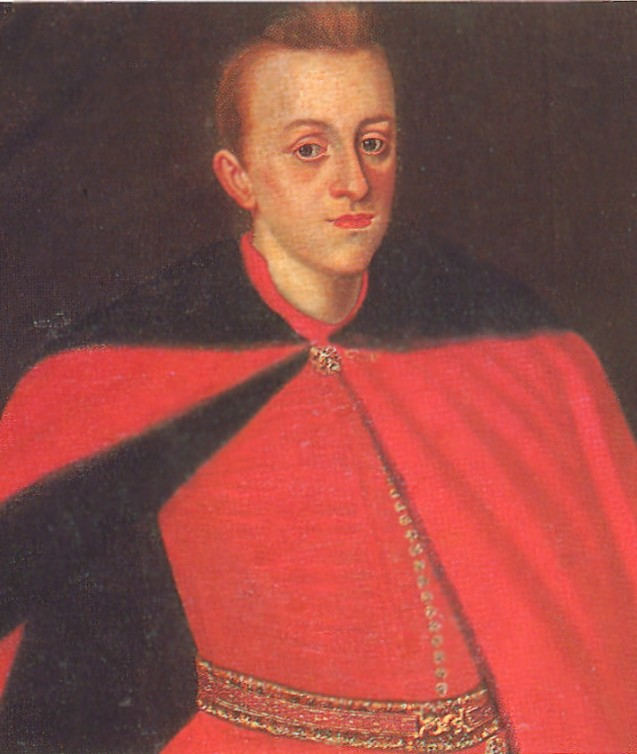
Владислав

В 1610 году Семибоярщина выбрала царём 15-летнего польского царевича (впоследствии король Владислав IV) под давлением приближающегося польского войска Жолкевского. Чтобы это избрание имело видимость законности, московские бояре намеревались созвать выборных от городов для избрания. Но ждать съезда было нельзя из-за напряжённой обстановки. Земской собор был наскоро собран из тех, кто нашёлся в столице. Бояре быстро избрали Владислава «собором», составили грамоту, которая определяла его права и обязанности. Владислав был обязан принять православие, править страной посредством бояр, собирая Земский собор в важных случаях, от Польши сохранялась полная независимость. Жолкевский принял все условия и дал за Владислава присягу, а москвичи целовали новому царю крест.
Этот земский собор 17 (27) июля 1610 года, низложивший Шуйского, избравший временное боярское правительство и избравший поляка, по мнению некоторых историков, был народным собранием, лишь присвоившим себе название земского собора. В нём не принимали участия представители «всего народа». По другим — это был легитимный собор. По его результатам с поляками был заключён договор (17 (27) августа 1610 года), текст которого сохранился.

### 1613

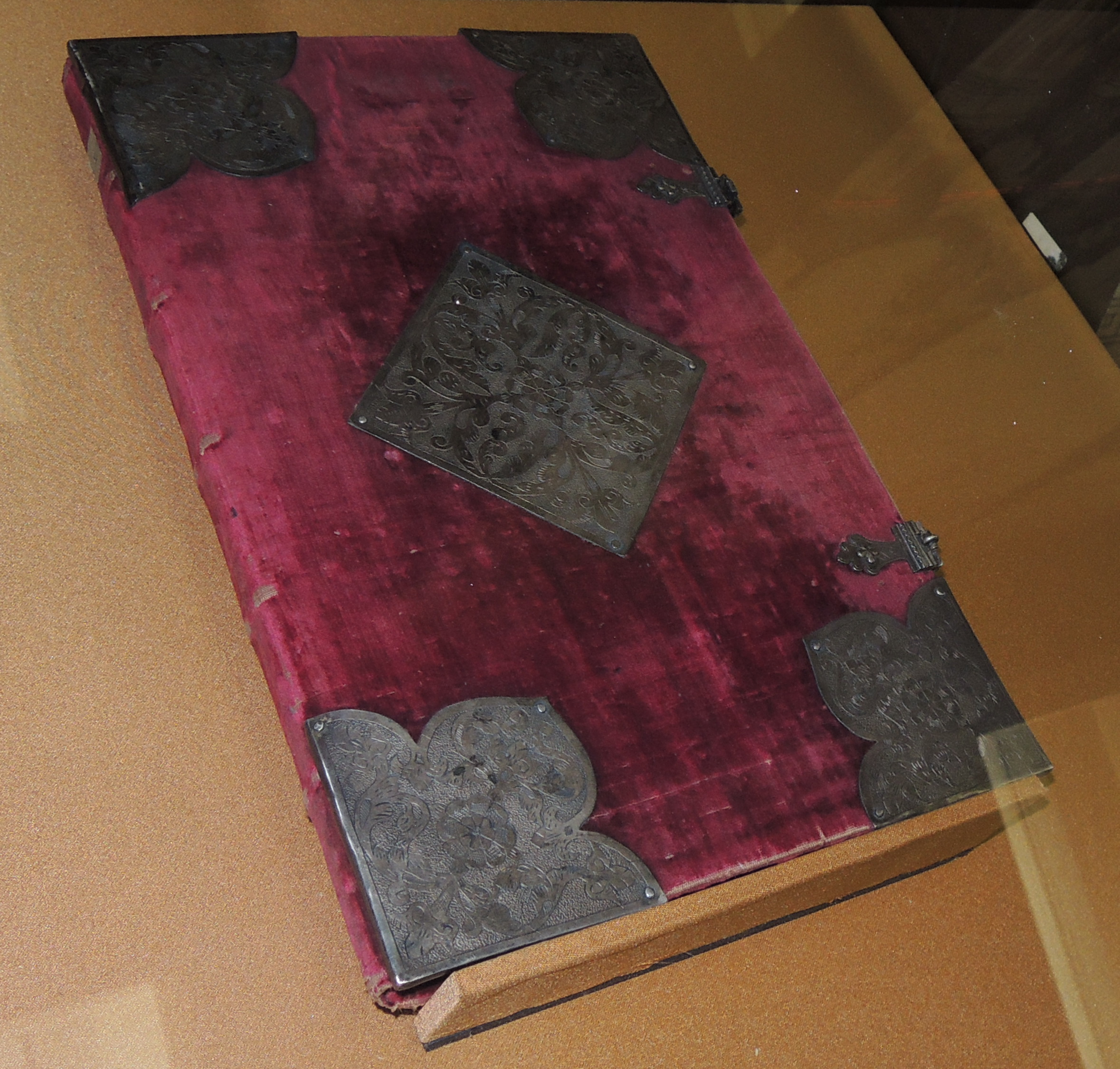
Утверждённая грамота Земского собора об избрании на царский престол Михаила Фёдоровича

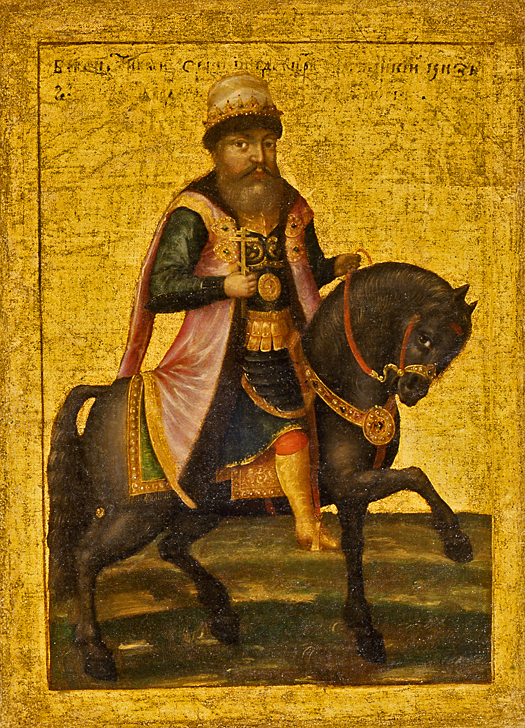
Михаил

Освободив Москву, князь Пожарский грамотой 15 (25) ноября созвал представителей от городов, по 10 человек, для выбора царя.
В январе 1613 г. съехались выборные от всех сословий, включая крестьян. Собор (то есть всесословное собрание) был один из самых многолюдных и наиболее полных: на нём впервые были представители даже чёрных волостей. Численность участников собора оценивается от 700 до 1500 человек. Фигурировали несколько кандидатов: Иван Воротынский, Дмитрий Трубецкой, другие, и в итоге победивший Михаил Фёдорович (Романов). Выборы были очень бурные. Избрание состоялось 7 (17) февраля, но официальное объявление было отложено до 21 февраля (3 марта).
Высказывается предположение, что Михаил перед избранием дал определённую «ограничительную запись».

### 1645

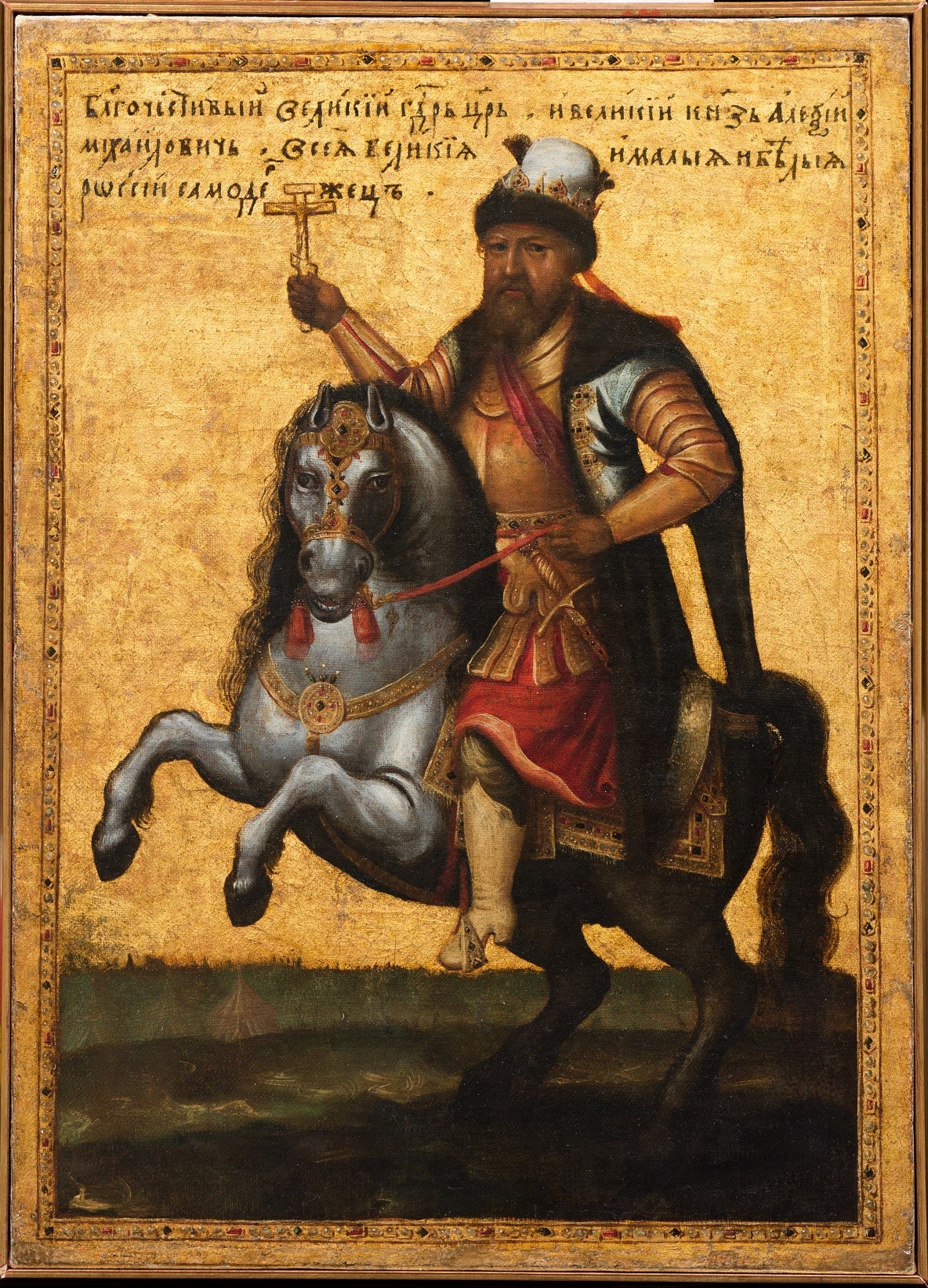
Алексей

Алексей Михайлович был утверждён в правах на трон после смерти отца, первого царя из новой династии. Земский собор подтвердил его права.
Ключевский пишет: «Царь Алексей вступал на престол как преемник своего отца, и современники называли его „природным“, то есть наследственным, царём. Но земский собор уже три раза был призываем для избрания царей (Фёдора, Бориса, Михаила). Соборное избрание, как замена завещания, стало признанным прецедентом. Теперь в четвёртый раз обратились к тому же средству, чтобы случай превратить в правило, в порядок; соборным избранием только подтверждалось наследование по закону, установленное клятвенным соборным приговором 1613 г.»
Олеарий свидетельствует, что царь Алексей вступил на престол по единодушному согласию всех бояр, знатных господ и всего народа. Московский подьячий Котошихин пишет, что по смерти Михаила «„обрали“ на царство его сына духовенство» бояре, дворяне и дети боярские, гости и торговые и всяких чинов люди и чернь, вероятно, столичное простонародье, огульно опрошенное о царе на площади, как в 1613 г. Также он рассказывает^ «А нынешнего царя обрали на царство, а письма он на себя не дал никакого, что прежние цари давывали, и не спрашивали, потому что разумели его гораздо тихим, и потому пишется самодержцем и государство своё правит по своей воле». Это, как отмечает Ключевский, означало, что обязательства, принятые на себя Михаилом при избрании, не были повторены его сыном. Земский собор не ограничивал верховной власти, повторение закулисной сделки и в 1645 г. считалось возможным, но было признано ненужным.

#### Фёдор III

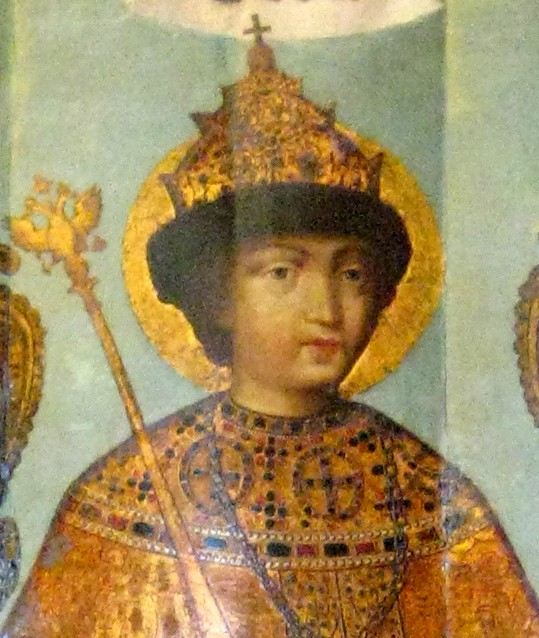
Фёдор

Когда в 1676 году Алексей скончался и на престол взошёл Фёдор III Алексеевич, его восшествие не было ознаменовано подтверждением прав на Земском соборе.
Это случилось из-за решения его отца. За время царствования Алексея, как отмечает Ключевский, незаметно исчезали следы политических обязательств, под гнётом которых начала действовать новая династия. И Алексей «сделал попытку и соборное избрание превратить в простой символический обряд. Года за полтора до своей смерти, 1 (11) сентября 1674 г., царь торжественно объявил народу старшего царевича как наследника престола на Красной площади в Москве в присутствии высшего духовенства, думных людей и иноземных резидентов, находившихся тогда в Москве. Это торжественное объявление наследника народу было формой, в которой царь передавал власть сыну после своей смерти, и единственным актом, придававшим законный вид воцарению Фёдора, на которого, как на Михайлова внука, не простирался соборный приговор 1613 г. Но такой явочный способ передачи власти в присутствии народа с его молчаливого согласия не упрочился».

### 1682

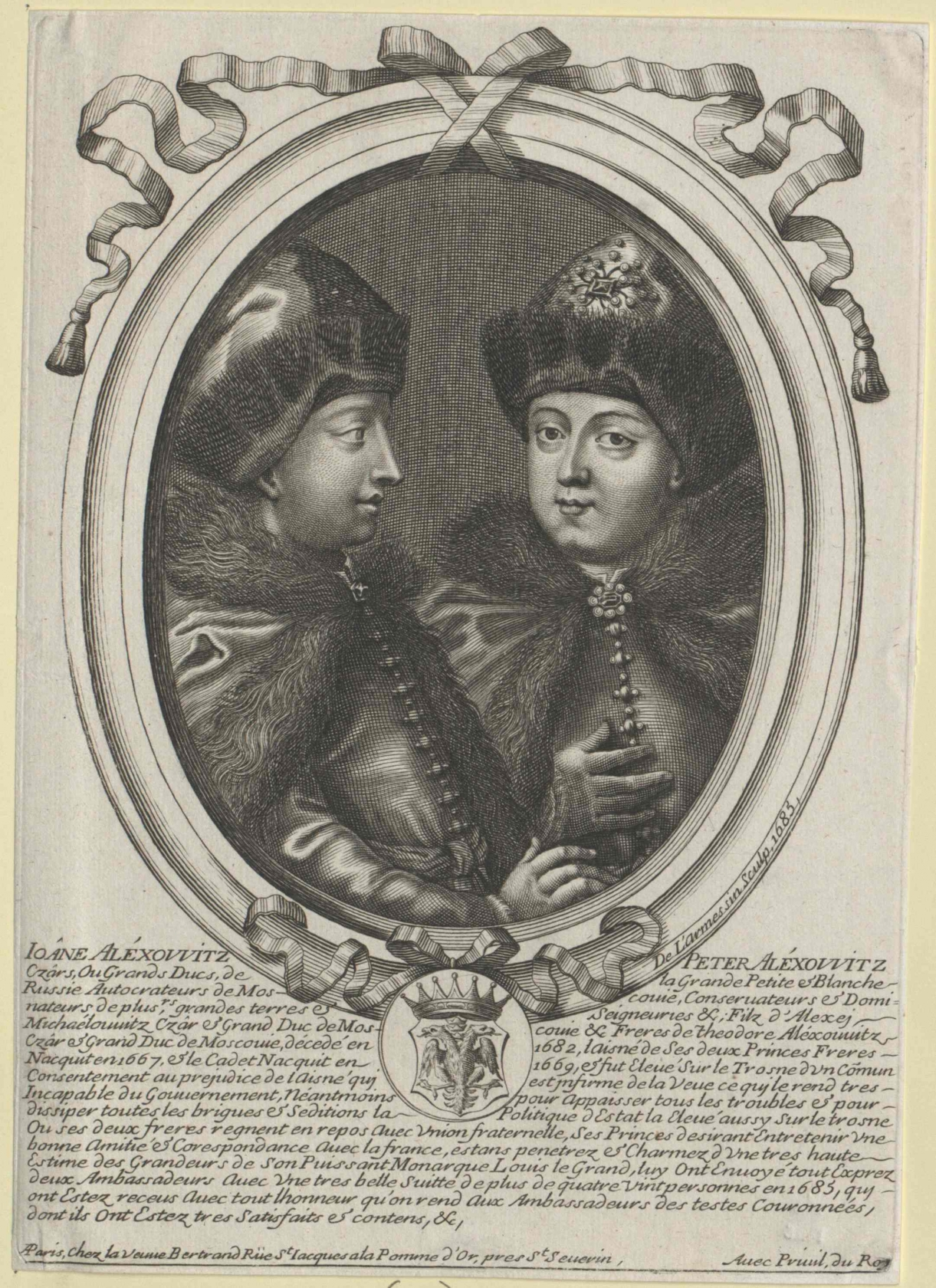
Иван и Петр

После смерти бездетного Фёдора III наследниками оставались его братья, старший слабоумный Иван V и младший Пётр I. Фёдор не оставил прямого объявленного наследника.
27 апреля (7 мая) 1682 года, собором на престол был возведён Пётр, в обход слабоумного Ивана. Однако 26 мая (5 июня), после народных беспорядков, спровоцированных Милославскими, был устроен второй Собор за этот год. Под давлением стрельцов решение было изменено, и царями стали оба брата.
Ключевский указывает, что первый из этих соборов представлял собой активное избрание, вынужденное обстоятельствами, но в упрощённой, точнее, искажённой форме. «В апреле 1682 г., как только закрыл глаза Фёдор, патриарх, архиереи и бояре, пришедшие проститься с покойным царём, собрались в одной дворцовой палате и стали думать, которому из двух оставшихся сыновей царя Алексея быть царём. Приговорили, что этот вопрос должны решить всех чинов люди Московского государства. Тотчас с дворцового крыльца патриарх с архиереями и боярами велел собраться всех чинов людям на дворцовом дворе и тут же с крыльца обратился к собравшимся с речью, в которой предложил тот же вопрос. Не совсем, впрочем, со значительным перевесом голосов был провозглашён младший десятилетний царевич Петр мимо слабоумного старшего Ивана. С тем же вопросом патриарх обратился к высшему духовенству и к боярству, стоявшим тут же на крыльце, и те высказались за Петра же. После того патриарх пошёл и благословил Петра на царство. Ввожу вас в эти подробности, чтобы показать, как просто делалось тогда такое важное дело в Москве. Очевидно, на этом обыденном собрании не было ни выборных людей, ни соборных совещаний. Вопрос решила разночиновная толпа, оказавшаяся в Кремле по случаю смерти царя. Очевидно также, что люди, решавшие судьбу государства в эту минуту с патриархом во главе, не имели никакого понятия ни о праве, ни о соборе, ни о самом государстве или нашли такие понятия излишними в данном случае».
Второй из этих соборов оказался ещё более упрощённым. После бунта стрельцов 15 (25) мая 1682 г. «заставили наспех устроить такую же пародию собора, который и выбрал на престол обоих царевичей. В акте этого вторичного, революционного выбора также читаем, что все чины государства били челом, чтобы „для всенародного умирения оба брата учинились на престоле царями и самодержавствовали обще“».

##### Анна Иоанновна

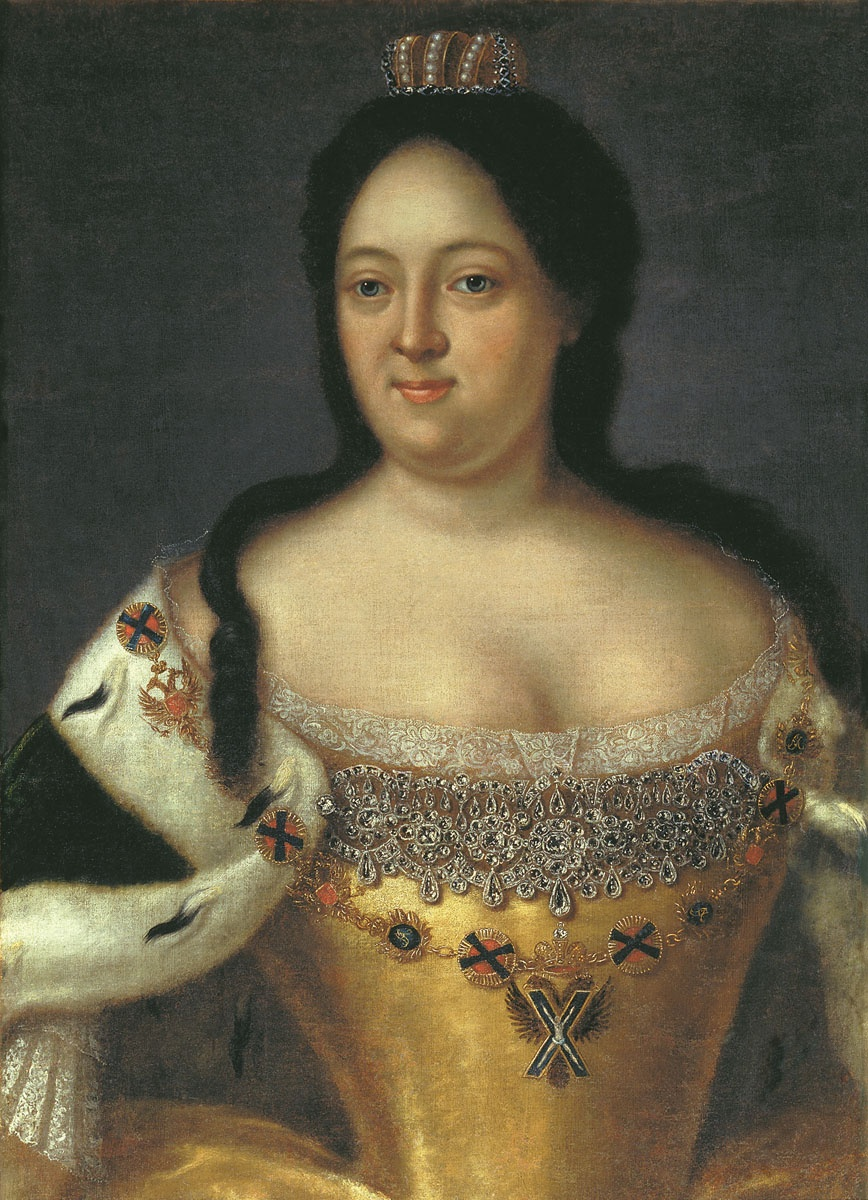
Анна Иоанновна

Таким образом, когда в 1730 году скончался внук Петра I император Петр II, и Верховный тайный совет, в отсутствие подлинного завещания и прямого наследника, выбрал на царство дочь упомянутого выше Ивана V Анну Иоанновну, это имело сходство с предыдущей традицией. Отметим, что Анна Иоанновна, как и несколько царей ранее, была вынуждена дать избравшим ее ряд обещаний (позже ею порванных).